# Federico di Prussia (1794-1863)
Federico di Prussia (Berlino, 30 ottobre 1794 – Berlino, 27 luglio 1863) era un principe prussiano, generale della reale cavalleria, e comandante di divisione.

## Biografia

### Infanzia
Nato a Berlino, Federico era figlio di Luigi Carlo di Prussia e della duchessa Federica di Meclemburgo-Strelitz, poi regina di Hannover, nipote del re Federico Guglielmo III di Prussia e figliastro del re Ernesto Augusto I di Hannover.

### Matrimonio

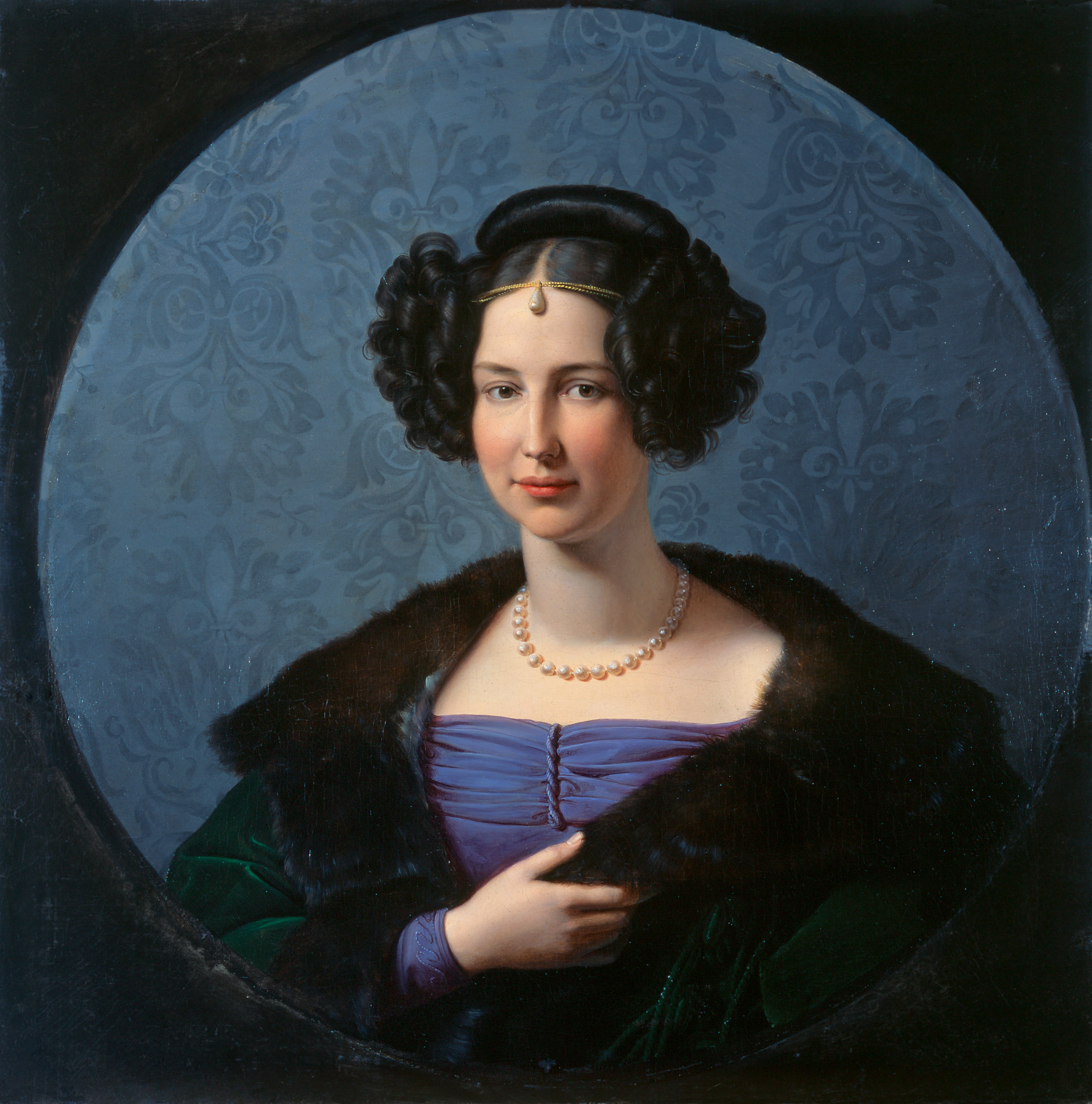
Guglielmina Luisa di Anhalt-Bernburg, principessa di Prussia.

Il 21 novembre 1817 a Ballenstedt, Federico sposò Luisa di Anhalt-Bernburg (Schloss Ballenstedt, 30 ottobre 1799 - Düsseldorf, 9 dicembre 1882), figlia di Alessio Federico Cristiano, Duca di Anhalt-Bernburg, e della principessa Maria Federica d' Assia-Kassel.

### A Düsseldorf
Dal 1815 fino alla sua morte, il Principe servì come comandante del 1º reggimento dei Corazzieri. Egli risiedeva in un palazzo in Wilhelmstrasse fino al 1820, quando è diventato comandante della 20ª Divisione di Düsseldorf e si trasferisce al castello di Jägerhof. Il castello divenne ben presto il centro della vita sociale e culturale della città, siccome il principe e la moglie erano interessati all'arte e agli artisti di talento. Il principe Federico è tra i fondatori dell'arte di Düsseldorf, la musica e divenne il patrono del club dramma.
Proprio come suo cugino, il re Federico Guglielmo IV di Prussia, Federico mostrò interesse nel Medioevo ed i castelli della provincia del Reno. Acquistò il Castello Fatzberg, lo trasformò nella sua residenza estiva e la chiamò Burg Rheinstein.

### Ultimi anni e morte
Venne richiamato a Berlino durante le rivoluzioni del 1848 negli stati tedeschi. La sua popolarità a Düsseldorf era tale che è stato nominato il primo cittadino onorario della città nel 1856. Federico si separò dalla moglie l'anno precedente, a causa della sua malattia cronica nervosa.
Federico, la moglie e il figlio minore sono sepolti in una cappella che aveva costruito a Burg Rheinstein.

## Discendenza
Federico e Luisa di Anhalt-Bernburg ebbero due figli:
- Principe Alessandro di Prussia (1820-1896);
- Principe Giorgio di Prussia (1826-1902).

## Ascendenza
|                                  |                                                 |                                                        | Genitori                                                              |  |  | Nonni |  |  | Bisnonni                     |  |  | Trisnonni                       |  |
|                                  |                                                 |                                                        |                                                                       |  |  |       |  |  | Augusto Guglielmo di Prussia |  |  | Federico Guglielmo I di Prussia |  |
|                                  |                                                 |                                                        |                                                                       |  |  |       |  |  | Augusto Guglielmo di Prussia |  |  | Federico Guglielmo I di Prussia |  |
|                                  |                                                 | Sofia Dorotea di Hannover                              |                                                                       |  |  |       |  |  | Augusto Guglielmo di Prussia |  |  |                                 |  |
| Federico Guglielmo II di Prussia |                                                 |                                                        |                                                                       |  |  |       |  |  | Augusto Guglielmo di Prussia |  |  |                                 |  |
|                                  |                                                 | Luisa Amalia di Brunswick-Wolfenbüttel                 | Ferdinando Alberto II di Brunswick-Lüneburg                           |  |  |       |  |  |                              |  |  |                                 |  |
|                                  |                                                 | Luisa Amalia di Brunswick-Wolfenbüttel                 | Ferdinando Alberto II di Brunswick-Lüneburg                           |  |  |       |  |  |                              |  |  |                                 |  |
|                                  |                                                 | Luisa Amalia di Brunswick-Wolfenbüttel                 | Antonietta Amalia di Brunswick-Wolfenbüttel                           |  |  |       |  |  |                              |  |  |                                 |  |
| Luigi Carlo di Prussia           |                                                 | Luisa Amalia di Brunswick-Wolfenbüttel                 |                                                                       |  |  |       |  |  |                              |  |  |                                 |  |
|                                  |                                                 | Luigi IX d'Assia-Darmstadt                             | Luigi VIII d'Assia-Darmstadt                                          |  |  |       |  |  |                              |  |  |                                 |  |
|                                  |                                                 | Luigi IX d'Assia-Darmstadt                             | Luigi VIII d'Assia-Darmstadt                                          |  |  |       |  |  |                              |  |  |                                 |  |
|                                  |                                                 | Luigi IX d'Assia-Darmstadt                             | Carlotta di Hanau-Lichtenberg                                         |  |  |       |  |  |                              |  |  |                                 |  |
| Federica Luisa d'Assia-Darmstadt |                                                 | Luigi IX d'Assia-Darmstadt                             |                                                                       |  |  |       |  |  |                              |  |  |                                 |  |
|                                  |                                                 | Carolina del Palatinato-Zweibrücken-Birkenfeld         | Cristiano III del Palatinato-Zweibrücken                              |  |  |       |  |  |                              |  |  |                                 |  |
|                                  |                                                 | Carolina del Palatinato-Zweibrücken-Birkenfeld         | Cristiano III del Palatinato-Zweibrücken                              |  |  |       |  |  |                              |  |  |                                 |  |
|                                  |                                                 | Carolina del Palatinato-Zweibrücken-Birkenfeld         | Carolina di Nassau-Saarbrücken                                        |  |  |       |  |  |                              |  |  |                                 |  |
| Federico di Prussia              |                                                 | Carolina del Palatinato-Zweibrücken-Birkenfeld         |                                                                       |  |  |       |  |  |                              |  |  |                                 |  |
|                                  | Carlo Ludovico Federico di Meclemburgo-Strelitz | Adolfo Federico II di Meclemburgo-Strelitz             |                                                                       |  |  |       |  |  |                              |  |  |                                 |  |
|                                  | Carlo Ludovico Federico di Meclemburgo-Strelitz | Adolfo Federico II di Meclemburgo-Strelitz             |                                                                       |  |  |       |  |  |                              |  |  |                                 |  |
|                                  | Carlo Ludovico Federico di Meclemburgo-Strelitz | Cristiana Emilia di Schwarzburg-Sondershausen          |                                                                       |  |  |       |  |  |                              |  |  |                                 |  |
| Carlo II di Meclemburgo-Strelitz | Carlo Ludovico Federico di Meclemburgo-Strelitz |                                                        |                                                                       |  |  |       |  |  |                              |  |  |                                 |  |
|                                  |                                                 | Elisabetta Albertina di Sassonia-Hildburghausen        | Ernesto Federico I di Sassonia-Hildburghausen                         |  |  |       |  |  |                              |  |  |                                 |  |
|                                  |                                                 | Elisabetta Albertina di Sassonia-Hildburghausen        | Ernesto Federico I di Sassonia-Hildburghausen                         |  |  |       |  |  |                              |  |  |                                 |  |
|                                  |                                                 | Elisabetta Albertina di Sassonia-Hildburghausen        | Sofia Albertina di Erbach-Erbach                                      |  |  |       |  |  |                              |  |  |                                 |  |
| Federica di Meclemburgo-Strelitz |                                                 | Elisabetta Albertina di Sassonia-Hildburghausen        |                                                                       |  |  |       |  |  |                              |  |  |                                 |  |
|                                  |                                                 | Giorgio Guglielmo d'Assia-Darmstadt                    | Luigi VIII d'Assia-Darmstadt                                          |  |  |       |  |  |                              |  |  |                                 |  |
|                                  |                                                 | Giorgio Guglielmo d'Assia-Darmstadt                    | Luigi VIII d'Assia-Darmstadt                                          |  |  |       |  |  |                              |  |  |                                 |  |
|                                  |                                                 | Giorgio Guglielmo d'Assia-Darmstadt                    | Carlotta di Hanau-Lichtenberg                                         |  |  |       |  |  |                              |  |  |                                 |  |
| Federica d'Assia-Darmstadt       |                                                 | Giorgio Guglielmo d'Assia-Darmstadt                    |                                                                       |  |  |       |  |  |                              |  |  |                                 |  |
|                                  |                                                 | Maria Luisa Albertina di Leiningen-Dagsburg-Falkenburg | Cristiano Carlo Reinardo di Leiningen-Dachsburg-Falkenburg-Heidesheim |  |  |       |  |  |                              |  |  |                                 |  |
|                                  |                                                 | Maria Luisa Albertina di Leiningen-Dagsburg-Falkenburg | Cristiano Carlo Reinardo di Leiningen-Dachsburg-Falkenburg-Heidesheim |  |  |       |  |  |                              |  |  |                                 |  |
|                                  |                                                 | Maria Luisa Albertina di Leiningen-Dagsburg-Falkenburg | Caterina Polissena di Solms-Rödelheim                                 |  |  |       |  |  |                              |  |  |                                 |  |
|                                  |                                                 | Maria Luisa Albertina di Leiningen-Dagsburg-Falkenburg |                                                                       |  |  |       |  |  |                              |  |  |                                 |  |

## Nella cultura di massa
- Nel 2020 appare negli episodi 3, 4 e 5 della prima stagione della serie televisiva Bridgerton. Il suo ruolo è interpretato dall'attore inglese Freddie Stroma.[2]